# Motorenwerk Perm
Das Motorenwerk Perm (Joint Stock Company UEC - Perm Engines; ODK - Permskie Motory russisch Пермский моторный завод / АО «ОДК-Пермские моторы») ist ein russischer Hersteller von Gasturbinen und Flugzeugtriebwerken. Er befindet sich in der Stadt Perm im westlichen Ural.
Die Perm Engine Company entstand 1997 als Tochtergesellschaft und Nachfolger der Perm Motors und übernahm deren Gasturbinenproduktion und die seit 1934 währende Tradition im Flugmotorenbau. Sie ist Teil der Holding United Engine Corporation (UEC bzw. АО ОДК (ODK)).
Der Betrieb wurde 1934 als Werk Nr. 19 zusammen mit dem angeschlossenen Konstruktionsbüro Schwezow (später Awiadwigatel) gegründet. Anfangs wurde der Sternmotor M-25 produziert. Im Zweiten Weltkrieg wurden über 32.000 Motoren der Typen ASch-62 und ASch-82 hergestellt. Nach Kriegsende produzierte das Werk einen großen Teil (47 %) des ASch-73-Triebwerks für den ersten Atombomber der Sowjetunion, der Tu-4.
Seit 1953 entstanden unter der Leitung von Pawel Solowjow Strahltriebwerke für verschiedene Flugzeughersteller, auch die anderer Konstruktionsbüros wurden hergestellt.

## Triebwerkstypen
- Iwtschenko AI-20 für Antonow An-12, Iljuschin Il-18
- Mikulin AM-3 für Mjassischtschew M-4, Tupolew Tu-16, Tu-104
- Solowjow D-20P Turbofan, für die Tu-124
- Solowjow D-25W Hubschrauberturbine für Mil Mi-6, Mi-10
- Solowjow D-30 Turbofan, für Tupolew Tu-134
- Solowjow D-30F6 Turbofan mit Nachbrenner, für den Überschalljäger MiG-31
- Solowjow D-30K Turbofan, für die Iljuschin Il-62, Il-76 und Tupolew Tu-154, das meistproduzierte russische Triebwerk
- Klimow TW2-117A – eine Hubschrauberturbine, z. B. für den Mil Mi-8
- PS-90A Turbofan, für die Iljuschin Il-76, Il-96, die Tupolew Tu-204 und Tu-214
- Awiadwigatel PD-14[4]